# Vioolsonate nr. 1 (Gade)
De Vioolsonate nr. 1 van Niels Gade werd voor het eerst uitgevoerd in 1843.
Door het succes van zijn Symfonie nr. 1 vertrok Gade naar Leipzig om in de leer te gaan bij zijn grote voorbeeld Felix Mendelssohn Bartholdy. In de nasleep van de uitvoeringen van Gade eerste symfonie is ook zijn eerste vioolsonate waarschijnlijk een aantal keren door Mendelssohn (piano) en Ferdinand David (viool) gespeeld, althans daarvan maakte Gade melding in een brief van 27 oktober 1843. Dat waren echter privé-uitvoeringen in bescheiden kring. De eerste officiële uitvoeringen volgden in december 1843 tijdens concerten georganiseerd door de familie Schumann. Niels Gade, zelf violist, speelde de sonate samen met Clara Schumann, begenadigd pianiste. Gade had het werk ongeveer een jaar eerder voltooid.
De sonate kent een zeer lieflijk en romantisch karakter. Het heeft de traditionele driedelige opbouw:
1. Allegro di molto
2. Andante con moto
3. Allegro con espressione

## Discografie
- Uitgave Gramola : Thomas Albertus Irnberger (viool) & Edoardo Torbianelli (piano)
- Uitgave Naxos: Hasse Borup (viool) & Heather Conner (piano)
- Uitgave Dacapo: Christina Åstrand (viool) & Per Salo (piano)
- Uitgave Centaur: Katie Wolfe (viool), Adrienne Kim (piano)
- Uitgave CPO: Dora Bratchkova (viool), Andreas Meyer-Hermann ( piano)